# IFK Holmsund
IFK Holmsund ist ein schwedischer Fußballverein aus Holmsund in der Gemeinde Umeå. Der Verein ist Mitglied in der Idrottsföreningen Kamraterna. Die Fußballmannschaft trat in der Spielzeit 1967 in der Allsvenskan an, ist aber derzeit in der viertklassigen Division 2 zu finden.

## Geschichte
IFK Holmsund wurde am 8. Juni 1923 gegründet. Der Verein spielte lange Zeit nur unterklassig. 1952 stieg die Mannschaft erstmals in die Division 3 auf und belegte in der Staffel Norrländska Norra den sechsten Platz. In der zweiten Spielzeit gelang der Staffelsieg vor IFK Luleå und Bodens BK, so dass der Klub in die zweite Liga aufstieg.
IFK Holmsund konnte sich auf Anhieb im vorderen Tabellenbereich der zweiten Liga etablieren. 1958 wurde die Mannschaft mit einem Punkt Rückstand auf Skellefteå AIK Vizemeister der Staffel Norrland. Auch in den folgenden drei Spielzeiten wurde jeweils hinter der IFK Luleå, die regelmäßig in den Aufstiegsspielen scheiterte, ähnlich knapp der Meistertitel verpasst. 1962 konnte mit nur sieben Gegentoren in 18 Spielen der Meistertitel gefeiert werden. Jedoch scheiterte die Mannschaft in den Aufstiegsspielen als Tabellenletzter ohne Punktgewinn an IS Halmia, AIK Solna und Landskrona BoIS. 1963 und 1964 gelang jeweils hinter GIF Sundsvall wiederum nur der Vizemeistertitel. Nachdem 1965 nur der dritte Platz herausgesprungen war, konnte sich IFK Holmsund 1966 wieder den Meistertitel in der Staffel holen. In der Aufstiegsrunde hießen die Gegner Hammarby IF, Gunnarstorps IF und IF Saab. Ohne Niederlage gelang als Zweiter hinter Hammarby IF der Aufstieg in die schwedische Eliteserie. 
Die erste Liga erwies sich jedoch für IFK Holmsund als zu schwer. Mit nur drei Saisonsiegen und einem Unentschieden wurde abgeschlagen der letzte Platz belegt und zusammen mit dem Mitaufsteiger aus Stockholm musste die Mannschaft direkt wieder absteigen. In der zweiten Liga belegte die Mannschaft zunächst nur Mittelfeldplätze. 1971 und 1972 meldete sich der Klub als jeweiliger Vizemeister kurzzeitig wieder in der Spitzengruppe der nordschwedischen Zweitligadivision zurück. 1973 stürzte der Verein jedoch als Tabellenletzter mit nur zehn Punkten in die Drittklassigkeit ab.
Den direkten Wiederaufstieg verpasste IFK Holmsund als Vizemeister hinter Sandåkerns SK. In den folgenden Spielzeiten platzierte sich die Mannschaft nur noch im Mittelfeld, erst 1978 als Dritter und 1979 als Vizemeister konnte man wieder im Aufstiegsrennen mitspielen. 1980 fand sich der Klub jedoch im Abstiegskampf wieder, am Ende rettete den Verein das bessere Torverhältnis gegenüber dem punktgleichen Konkurrenten Tegs SK. 1982 stieg die Mannschaft als Drittletzter in die Division 4 ab, schaffte aber mit nur zwei Saisonniederlagen die direkte Rückkehr. 1986 gelang der Staffelsieg, in den wegen der Ligareform notwendigen Aufstiegsspielen scheiterte die Mannschaft jedoch an Skövde AIK im Elfmeterschießen. In der folgenden Saison gelang erneut der Staffelsieg, der dieses Mal jedoch den direkten Aufstieg in die zweite Liga bedeutete.
Nach 15 Jahren in dritter und vierter Liga meldete sich IFK Holmsund als Tabellenachter in der Zweitklassigkeit zurück. Ein Jahr spielte die Mannschaft gegen den Abstieg, konnte aber mit einem Punkt Vorsprung auf Åtvidabergs FF die Klasse halten. 1990 wurde die Mannschaft mit zwei Saisonsiegen Vorletzter. Wegen finanzieller Probleme musste der Verein Konkurs anmelden.
Der Neustart wurde unter dem Namen Holmsunds FF in der achtklassigen Division 7 angegangen. Schnell konnte sich die Mannschaft in die Division 4 hochkämpfen. 1996 beschloss man, eine Spielgemeinschaft mit Obbola IK aus der drittklassigen Division 2 zu gründen. Nach einem Jahr, in dem der dritte Platz belegt wurde, brach diese wieder auseinander, die Mannschaft aus Holmsund übernahm jedoch wieder unter dem Namen IFK Holmsunds den Platz in der dritthöchsten Spielklasse, während Obbola IK in der fünften Liga antrat. 
In der dritten Liga konnte sich IFK Holmsunds zunächst im mittleren Teil der Tabelle platzieren, 2001 wurde jedoch ein Abstiegsplatz belegt. In der vierten Liga tat sich die Mannschaft ebenso schwer und fand sich auch im hinteren Teil der Tabelle wieder. 2004 endete die Spielzeit auf dem Relegationsplatz. In der Relegationsrunde konnte sich der Klub jedoch durchsetzen. Ein Jahr später wurde das Ligasystem in Schweden reformiert und als Tabellenfünfter verpasste IFK Holmsunds die Qualifikation für die neue vierte Liga und blieb in der Division 3, die allerdings nur noch fünftklassig ist. Als Meister gelang jedoch die sofortige Rückkehr in die Viertklassigkeit.

## Bekannte Spieler
- Vinnie Jones
- Gösta Nordahl